# Natação no Campeonato Europeu de Esportes Aquáticos de 2021 - 200 m medley feminino
A prova dos 200 metros medley feminino da natação no Campeonato Europeu de Esportes Aquáticos de 2021 ocorreu nos dias 21 e 22 de maio na Arena Danúbio, em Budapeste na Hungria. 

## Calendário
| Fase          | Data       | Hora  |
| ------------- | ---------- | ----- |
| Eliminatórias | 21 de maio | 10:27 |
| Semifinal     | 21 de maio | 19:37 |
| Final         | 22 de maio | 19:24 |

Todos os horários estão no horário local (UTC+1)

## Recordes
Antes desta competição, os recordes eram os seguintes:
|                       | Nadadora       | Tempo   | Local   | Data                |
| --------------------- | -------------- | ------- | ------- | ------------------- |
| Recorde mundial       | Katinka Hosszú | 2:06.12 | Cazã    | 3 de agosto de 2015 |
| Recorde europeu       | Katinka Hosszú | 2:06.12 | Cazã    | 3 de agosto de 2015 |
| Recorde do campeonato | Katinka Hosszú | 2:07.30 | Londres | 19 de maio de 2016  |

## Medalhistas
| Ouro                     | Prata            | Bronze               |
| Anastasia Gorbenko (ISR) | Abbie Wood (GBR) | Katinka Hosszú (HUN) |

## Resultados

### Eliminatórias
Esses foram os resultados das eliminatórias. 
| Pos. | Bateria | Raia | Nadadora               | Nacionalidade        | Tempo   | Notas            |
| ---- | ------- | ---- | ---------------------- | -------------------- | ------- | ---------------- |
| 1    | 4       | 4    | Abbie Wood             | Reino Unido          | 2:11.07 | Q                |
| 2    | 5       | 4    | Katinka Hosszú         | Hungria              | 2:11.57 | Q                |
| 3    | 4       | 5    | Sara Franceschi        | Itália               | 2:11.78 | Q                |
| 4    | 5       | 6    | Dalma Sebestyén        | Hungria              | 2:11.87 | Q                |
| 5    | 5       | 5    | Maria Ugolkova         | Suíça                | 2:12.09 | Q                |
| 6    | 3       | 2    | Cyrielle Duhamel       | França               | 2:12.35 | Q                |
| 7    | 5       | 3    | Anastasia Gorbenko     | Israel               | 2:12.61 | Q                |
| 8    | 5       | 2    | Aimee Willmott         | Reino Unido          | 2:12.68 | Q                |
| 9    | 4       | 7    | África Zamorano        | Espanha              | 2:12.85 | Q                |
| 10   | 4       | 6    | Viktoriya Zeynep Güneş | Turquia              | 2:12.93 | Q                |
| 11   | 3       | 5    | Ilaria Cusinato        | Itália               | 2:13.24 | Q                |
| 12   | 4       | 0    | Diana Petkova          | Bulgária             | 2:13.35 | Q,               |
| 13   | 3       | 3    | Kathrin Demler         | Alemanha             | 2:13.38 | Q                |
| 14   | 3       | 7    | Réka György            | Hungria              | 2:13.58 |                  |
| 15   | 3       | 4    | Alicia Wilson          | Reino Unido          | 2:13.63 |                  |
| 16   | 4       | 1    | Katie Shanahan         | Reino Unido          | 2:13.77 |                  |
| 17   | 4       | 3    | Zoe Vogelmann          | Alemanha             | 2:14.23 | Q                |
| 18   | 4       | 8    | Maria Temnikova        | Rússia               | 2:14.29 | Q                |
| 19   | 4       | 2    | Catalina Corró         | Espanha              | 2:14.63 | Q                |
| 20   | 5       | 8    | Kim Herkle             | Alemanha             | 2:14.75 |                  |
| 21   | 3       | 6    | Kristýna Horská        | Chéquia              | 2:14.99 |                  |
| 22   | 3       | 8    | Giulia Görigk          | Alemanha             | 2:15.31 |                  |
| 23   | 5       | 7    | Alba Vázquez           | Espanha              | 2:15.36 |                  |
| 24   | 5       | 0    | Marrit Steenbergen     | Países Baixos        | 2:15.67 |                  |
| 25   | 5       | 9    | Jenna Laukkanen        | Finlândia            | 2:16.30 |                  |
| 26   | 4       | 9    | Lisa Nystrand          | Suécia               | 2:16.34 |                  |
| 27   | 2       | 4    | Clara Rybak-Andersen   | Dinamarca            | 2:16.64 |                  |
| 28   | 3       | 1    | Victoria Kaminskaya    | Portugal             | 2:16.72 |                  |
| 29   | 5       | 1    | Lena Kreundl           | Áustria              | 2:16.95 |                  |
| 30   | 2       | 6    | Raquel Pereira         | Portugal             | 2:17.16 |                  |
| 31   | 2       | 1    | Maria Romanjuk         | Estónia              | 2:17.78 | Recorde nacional |
| 32   | 2       | 5    | Nikoleta Trníková      | Eslováquia           | 2:18.09 |                  |
| 33   | 2       | 3    | Josephine Dumont       | Bélgica              | 2:19.94 |                  |
| 34   | 2       | 7    | Sudem Denizli          | Turquia              | 2:20.93 |                  |
| 35   | 2       | 2    | Amina Kajtaz           | Bósnia e Herzegovina | 2:21.68 |                  |
| 36   | 2       | 8    | Mya Azzopardi          | Malta                | 2:22.87 |                  |
| 37   | 3       | 0    | Malene Rypestøl        | Noruega              | 2:23.78 |                  |
| 38   | 1       | 5    | Martta Ruuska          | Finlândia            | 2:24.23 |                  |
| 39   | 1       | 4    | Iman Avdić             | Bósnia e Herzegovina | 2:24.32 |                  |
| 40   | 1       | 3    | Jona Beqiri            | Kosovo               | 2:34.37 |                  |
| 41   | 3       | 9    | Panna Ugrai            | Hungria              | DNS     | DNS              |

### Semifinal
Esses foram os resultados das semifinais. 
Semifinal 1
| Pos. | Raia | Nadadora               | Nacionalidade | Tempo   | Notas            |
| ---- | ---- | ---------------------- | ------------- | ------- | ---------------- |
| 1    | 4    | Katinka Hosszú         | Hungria       | 2:10.66 | Q                |
| 2    | 3    | Cyrielle Duhamel       | França        | 2:12.12 | Q                |
| 3    | 5    | Dalma Sebestyén        | Hungria       | 2:12.34 | q                |
| 4    | 7    | Diana Petkova          | Bulgária      | 2:12.38 | Recorde nacional |
| 5    | 6    | Aimee Willmott         | Reino Unido   | 2:12.42 |                  |
| 6    | 2    | Viktoriya Zeynep Güneş | Turquia       | 2:12.79 |                  |
| 7    | 1    | Zoe Vogelmann          | Alemanha      | 2:14.39 |                  |
| 8    | 8    | Catalina Corró         | Espanha       | 2:16.04 |                  |

Semifinal 2
| Pos. | Raia | Nadadora           | Nacionalidade | Tempo   | Notas |
| ---- | ---- | ------------------ | ------------- | ------- | ----- |
| 1    | 6    | Anastasia Gorbenko | Israel        | 2:10.35 | Q,    |
| 2    | 7    | Ilaria Cusinato    | Itália        | 2:10.72 | Q     |
| 3    | 3    | Maria Ugolkova     | Suíça         | 2:10.76 | q     |
| 4    | 4    | Abbie Wood         | Reino Unido   | 2:10.81 | q     |
| 5    | 5    | Sara Franceschi    | Itália        | 2:11.41 | q     |
| 6    | 2    | África Zamorano    | Espanha       | 2:12.80 |       |
| 7    | 1    | Kathrin Demler     | Alemanha      | 2:13.49 |       |
| 8    | 8    | Maria Temnikova    | Rússia        | 2:14.84 |       |

### Final
Esse foi o resultado da final. 
| Pos.              | Raia | Nadadora           | Nacionalidade | Tempo   | Notas            |
| ----------------- | ---- | ------------------ | ------------- | ------- | ---------------- |
| Medalha de ouro   | 4    | Anastasia Gorbenko | Israel        | 2:09.99 | Recorde nacional |
| Medalha de prata  | 2    | Abbie Wood         | Reino Unido   | 2:10.03 |                  |
| Medalha de bronze | 5    | Katinka Hosszú     | Hungria       | 2:10.12 |                  |
| 4                 | 7    | Sara Franceschi    | Itália        | 2:10.65 |                  |
| 5                 | 6    | Maria Ugolkova     | Suíça         | 2:10.76 |                  |
| 6                 | 3    | Ilaria Cusinato    | Itália        | 2:11.70 |                  |
| 7                 | 8    | Dalma Sebestyén    | Hungria       | 2:12.42 |                  |
| 8                 | 1    | Cyrielle Duhamel   | França        | 2:13.22 |                  |

Legenda
| Recorde mundial       | Recorde mundial (World record)               |                       | Recorde africano                      | Recorde africano (African) |                                           | Q | Classificado por posição (Qualified) |
| Recorde do campeonato | Recorde do campeonato (Championship record)  | Recorde da América    | Recorde da América (Americas)         | q                          | Classificado por melhor tempo (Qualified) |   |                                      |
| Melhor marca do ano   | Melhor marca do ano (World leading)          | Recorde asiático      | Recorde asiático (Asian)              | DNS                        | Não largou (Did not start)                |   |                                      |
| Recorde nacional      | Recorde nacional (National record)           | Recorde europeu       | Recorde europeu (European)            | DNF                        | Não terminou (Did not finish)             |   |                                      |
| Recorde pessoal       | Recorde pessoal do atleta (Personal best)    | Recorde da Oceania    | Recorde da Oceania (Oceania)          | DSQ / DQ                   | Desclassificado (Disqualified)            |   |                                      |
| Recorde da temporada  | Recorde da temporada do atleta (Season best) | Recorde sul-americano | Recorde sul-americano (South America) | NM                         | Sem marca (No mark)                       |   |                                      |